# Stenkärret (Sorsele socken, Lappland)
Stenkärret är en sjö i Sorsele kommun i Lappland och ingår i Umeälvens huvudavrinningsområde.